# Llista de governadors de Baixa Califòrnia Sud

Escut de Baixa Califòrnia Sud

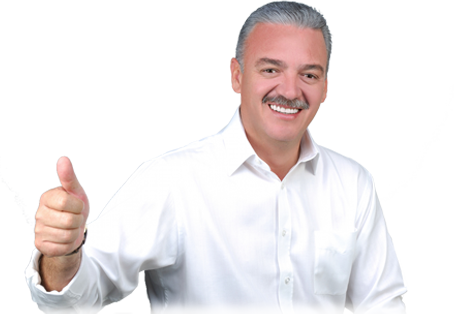
Marcos Alberto Covarrubias Villaseñor

Aquesta és la llista de governadores de Baixa Califòrnia Sud. L'estat de Baixa Califòrnia Sud fou admès com a estat mexicà el 8 d'octubre de 1974. Félix Agramont Cota, últim governador de l'antic territori, va servir com a primer governador de Baixa Califòrnia Sud, des de la creació de l'estat l'octubre de 1974 fins a abril 1975. Angel César Mendoza Arámburo va prendre possessió com a primer governador de Baixa Califòrnia Sud el 6 d'abril de 1975.

## Governadors del Territori Federal Sud de la Baixa Califòrnia
- (1924-1928): Agustín Arriola Martínez
- (1928-1931): Agustín Olachea Avilés
- (1931-1932): Ruperto García de Alba
- (1932-1938): Juan Domínguez Cota
- (1938-1941): Rafael M. Pedrajo
- (1941-1946): Francisco J. Múgica
- (1946-1956): Agustín Olachea
- (1956-1959): Petronilo Flores
- (1959): Lucino M. Rebolledo
- (1959- 1965): Bonifacio Salinas Leal
- (1965-1970): Hugo Cervantes del Río
- (1970-1974): Félix Agramont Cota

## Governadors de l'Estat Lliure i Sobirà de Baixa Califòrnia Sud
- (1975-1981): Ángel César Mendoza Arámburo
- (1981-1987): Alberto Alvarado Arámburo
- (1987-1993): Víctor Manuel Liceaga Ruibal
- (1993-1999): Guillermo Mercado Romero
- (1999-2005): Leonel Cota Montaño
- (2005-2011): Narciso Agúndez Montaño
- (2011-2015): Marcos Alberto Covarrubias Villaseñor